# Syzygium scolopophyllum
Syzygium scolopophyllum là một loài thực vật có hoa trong Họ Đào kim nương. Loài này được (Ridl.) Masam. miêu tả khoa học đầu tiên năm 1942.